# Uxía Senlle
Uxía Domínguez Senlle (Sanguiñeda, Mos, 19 de novembro de 1962) é uma cantora galega de grande relevância a nível nacional e internacional. Foi reconhecida pelo seu trabalho de divulgação da poesia galega, renovação da música tradicional e fusão com outras culturas lusófonas.
Em quarenta anos de carreira lançou doze discos pelos que recebeu, entre outros, o Prémio da Crítica Galicia 2016, o Prémio ao Melhor álbum de música de Raiz nos Prémios de música independente de Espanha 2012 por Meu Canto, selecionado também como Top of the World pela revista britânica Songlines.
É a criadora e diretora de projetos colaborativos como Cantos na Maré, Enredadas e De tu casa a la mía.

## Carreira musical
Em 1986 é lançado o disco "Foliada de marzo" onde aparecem textos literários da lírica galaico-portuguesa e marca o ponto de partida da relação entre Uxía e Portugal.
Logo a seguir entra para o grupo Na Lúa com quem grava os discos "A Estrela de Maio" (1987) e "Ondas do Mar de Vigo" (1989) que recebe o Premio Galego da Crítica.
Em 1991 é editado o álbum "Entre cidades". Destaca-se a participacão de Júlio Pereira como músico e compositor. "Estou vivindo no ceo" (1995) foi produzido por Júlio Pereira e é o seu maior éxito.
"La Sal de la Vida" de 1997 inclui a participação de Rasha (Sudão), María Salgado (Castela) e a guitarra flamenca de Xesús Pimentel.
"Danza das Areas" de 2000 inclui um maior número de canções próprias. No disco participam Maria del Mar Bonet, João Afonso, Dulce Pontes, Filipa Pais, entre outros.
O disco "Eterno Navegar" foi editado em 2008 pela editora Harmonía Mundi / World Village.

## Discografia

### Álbuns
- Foliada de marzo (Edigal), 1986
- A estrela de maio (Edigal), 1987, com Na Lúa
- Ondas do mar de Vigo (GASA), 1989, con Na Lúa
- Entre cidades (Sons Galiza), 1991
- Estou vivindo no ceo (Nubenegra), 1995
- La Sal de la Vida (Nubenegra), 1997, em colaboração com Rasha, María Salgado e Xesús Pimentel)
- Danza das Areas, (Virgin), 2000
- Eterno navegar (Harmonía Mundi. World Village), 2008
- A nena e o Grilo (OQO), 2010, com Magín Blanco
- Meu Canto, 2011
- Andando a Terra (Fundación Manuel María), 2012, sobre poemas de Manuel María
- María Fumaça, Editorial Galaxia, 2012
- Rosalía Pequeniña (Galaxia/Sonárbore), 2013
- Xiqui xoque, fiú fiú!, Editorial Galaxia, 2014
- Baladas da Galiza imaxinaria (Edicións da Madriña), 2015, com Narf
- Canta o cuco, Editorial Galaxia, 2015, com Magín Blanco
- Uxía canta a Manuel María, Fundación Manuel María, 2015
- Uxía-o, Fundación Uxío Novoneyra, 2017

### Colaborações
- Lo bueno, dentro (1995) de Víctor Coyote
- Emilio Rúa (2000) de Emilio Rúa
- Alma de buxo (2001) de Susana Seivane
- Que o pano non me namora (2002) de Malvela
- Komunikando (2003) de Diplomáticos de Montealto
- Aghinaldo (2004) de Malvela
- Vida miña (2006) de Emilio Rúa
- Da miña xanela á túa (2007) de Malvela
- Na flor dos meus anos (2007) da Señora Carmen
- Acácia (2007) de Mingo Rangel
- O coraçao tem três portas (2007) de Dulce Pontes
- Etxea (2008) de Kepa Junquera
- Alalá do Cebreiro (2009) de Brañas Folk
- Terra de soños (2009) de Fuxan os Ventos
- Interior (2010) de Emilio Rúa
- Cores do Atlântico (2010), livro disco de Socorro Lira

### Compilações
- A Cantar con Xabarín Vol. III (CRTVG, 1996)
- All Children in School, All Cultures Together (Fundación Audrey Hepburn, 1997) com Omara Portuondo, Susana Baca, Teresa Salgueiro, Caetano Veloso e Dulce Pontes
- Cantigas de Nadal (Boa, 1998) com Berrogüetto, A Quenlla, Xistra De Coruxo, Os Cempes, Leilía, Maite Dono, Pancho Alvarez, Muxicas, Na Lúa e Chouteira
- Galicia, terra única (Xacobeo, 1999)
- Spain in My Heart: Songs of the Spanish Civil War (Appleseed Records, 2003) com Arlo Guthrie, Michele Greene, John McCutcheo, Guardabarranco, Lila Downs, Aoife Clancy, Joel Rafael & Jamaica Rafael, Elixeo Parra, Quetzal e Laurie Lewis
- Euskadi Galiziarekin/Galicia con Euskadi (Radio Euskadi, 2003)
- Marea de Música (Boa, 2003)
- Hadas (Factoría Autor, 2004) com Mercedes Peón, Marina Rossell, Mestisay, María del Mar Bonet, Ginesa Ortega e Faltriqueira
- Cantos na maré (Nordesía), 2005, com Chico César, Filipa Pais, Manecas Costa, Astra Harris, Xabier Díaz e Jon Luz
- Meniños cantores (Pontenasondas, Pai música e Casa de Tolos, 2006)
- A Terra do Zeca: Tributo a Jose Afonso (Som Livre, 2007), com Terra d'Agua + Dulce Pontes, Filipa Pais, Lúcia Moniz e Maria Anadon
- La tierra del agua (Limón Records, 2007) com Leilía, Budiño, Niño Josele e Hip Hop Roots
- España (Putumayo World Music, 2009) com Peret, Gertrudis, DePedro, Burguitos, Calima, Gossos, El Combolinga, Xabier Lete, Gecko Turner, Biella Nuei
- Compositoras (Vol. I) (Tratore, 2010) com Cristina Saraiva, Etel Frota, Simone Guimarães e Socorro Lira
- Cantigas do Camiño (Boa, 2010)
- CoraSons (Kalandraka, 2012)

1. ↑  «Premios MIN 2012» Parâmetro desconhecido |páxina-web= ignorado (ajuda)